# تنها داستان
تنها داستان نام رمانی نوشتهٔ جولیان بارنز است. این سیزدهمین رمان او است که در 1 فوریه 2018 منتشر شد. 

## چکیدهٔ داستان
این رمان کوتاه (273 صفحه) داستان زندگی پل رابرتز است که اولین بار او را به عنوان یک دانشجوی 19 ساله دانشگاه ساسکس در حال بازگشت به خانه والدینش در حومهٔ جنوبی سرسبز لندن ( ساتون، در ساری انگلستان) می بینیم. داستان در اوایل دههٔ شصت اتفاق می‌افتد و چند اشاره به رویدادهای وقت وجود دارد. پل به باشگاه تنیس می پیوندد که یکی از معدود فرصت‌هایی است که چنین مکان‌هایی برای معاشرت ارائه می‌دهند. در یک قرعه‌کشی تصادفی دونفره، او با سوزان مک‌لئود، یک زن متاهل 48 ساله با دو دختر بزرگتر از پل، همراه می‌شود. احتمالا پل و سوزان عاشق می‌شوند و او سرانجام خانواده‌اش را ترک می‌کند تا با پل در جنوب لندن زندگی‌ای بسازد. سوزان که کاری جز کمی خانه‌داری ندارد، به اعتیاد به الکل و سال‌ها بعد به زوال عقل دچار می‌شود. پل می‌رود و سفرهای خارجی را آغاز می‌کند و به طور تصادفی شغلی و زنی را برای زندگی انتخاب می‌کند.
پل شخصیتی است که اساسا از خود بیگانه شده است. او بدون هیچ علاقه‌ای به سیاست و مذهب، و هیچ جاه‌طلبی خاصی، زندگی را آن طور که پیش می‌آید، می‌پذیرد. همان طور که او زندگی خود را در این کتاب روایت می‌کند، آزادانه اعتراف می‌کند که حافظه غیرقابل اعتماد است و ممکن است حقیقت را به ما نگوید.

## شخصیت ها
- پل رابرتز، قهرمان داستان
- سوزان مکلئود، زنی مسن که بعدا الکلی می‌شود.
- گوردون مک‌لئود، شوهر سوزان که او به او لقب «شلوار فیل» داده است.
- مارتا و کلارا مک‌لئود، دختران سوزان. پل به ترتیب از آنها به عنوان «خانم جی» و «خانم اس» یاد می‌کند.
- جوآن، شریک سابق تنیس سوزان، شخصیتی مهجور و بدبین که جاه‌طلبی او در زندگی به یافتن ارزان‌ترین بطری جین در حین رانندگی تقلیل یافته است.
- اریک، بهترین دوست پل از دانشگاه
- آنا، دوست‌دختر بعدی

## موضوع اصلی
ماهیت عشق پل را عذاب می‌دهد و حتی تا آنجا پیش می‌رود که یادداشتی از سخنان در این زمینه نگه می‌دارد. او به این نتیجه می‌رسد که درد از عشق جدایی‌ناپذیر است، و فکر می‌کند که اگر کمتر عشق می‌ورزید، احتمالا آدم خوشحال‌تری بود و درست به همین دلیل درد کمتری نیز بر خود و سوزان وارد می‌کرد.

## سبک
کتاب فصل‌بندی متعارف ندارد: اما به سه بخش تقسیم شده است که به سادگی با عنوان "یک، دو، سه" نام‌گذاری شده است. قسمت اول، روایت ملاقات پسر و زن است که به صورت اول شخص گفته می‌شود. قسمت دوم که به صورت ترکیبی از اول و دوم روایت می‌شود، افول رابطهٔ عاشقانه است و قسمت سوم بقیهٔ زندگی پل است که عمدتا به صورت ترکیبی دوم و سوم شخص روایت می‌شود. در چند صفحهٔ آخر، هنگامی که پل با سوزان، که اکنون در یک بیمارستان روانی قرار دارد‌، برای آخرین بار خداحافظی می‌کند، راوی به شخص اول باز می‌گردد. 